# Descalificación
Una pena privativa de derechos en función del deporte tiene diferentes consecuencias. 
En el marco de las competiciones de atletismo es la norma de que sólo el primer comienzo falso permanecerá sin consecuencias. La segunda falsa de inicio es la exclusión, a pesar de que este último atleta no cometiera la primera. 
En muchos juegos de pelota una pena privativa de derechos o exclusión significa que los deportistas afectados no pueden participar por el resto del tiempo en dicho juego. Dependiendo de cada deporte, las normas de descalificación en cada caso son distintas. 